# Ismael Blanco
Ismael Alfonso Blanco (ur. 19 stycznia 1983 w Santa Elena) – argentyński piłkarz występujący na pozycji napastnika w Club Ciudad de Bolívar.

## Kariera klubowa
Ismael Blanco zawodową karierę rozpoczynał w 2002 roku w CA Colón. Prezentował tam dobrą formę, jednak przez kontuzję kolana w 2004 roku zatracił dotychczasową skuteczność i stracił miejsce w podstawowej jedenastce. W 2005 roku został wypożyczony do Club Libertad. Razem z paragwajskim klubem występował między innymi w nieudanych dla Libertadu rozgrywkach Copa Libertadores 2005. W turnieju tym argentyński napastnik strzelił dwie bramki – w przegranym 4:2 meczu z Independiente Medellín oraz przegranym 1:2 spotkaniu przeciwko Athletico Paranaense.
Następnie Blanco został wypożyczony do drugoligowego Club Olimpo. W debiutanckim sezonie w nowej drużynie strzelił tylko pięć bramek, jednak kolejne rozgrywki zakończył z 28 trafieniami na koncie. Olimpo Bahía Blanca wywalczyło awans do argentyńskiej ekstraklasy, a sam Blanco został najlepszym strzelcem obu części sezonów – Apertura 2006 oraz Clausura 2007.
Znakomita forma prezentowana przez Argentyńczyka sprawiła, że działacze CA Colón postanowili wypożyczyć Blanco do greckiego klubu AEK Ateny. Kwota transferu wyniosła 450 tysięcy euro. W barwach nowego zespołu argentyński gracz zadebiutował 20 września 2007 roku, kiedy to wystąpił w pojedynku Pucharu UEFA przeciwko Red Bull Salzburg. Ligowy debiut Blanco zaliczył w wygranym 2:0 meczu z PAE Atromitos, w którym zdobył oba gole. Pierwszą bramkę w europejskich pucharach strzelił natomiast 13 lutego 2008 roku, kiedy to w pierwszym pojedynku 1/16 Pucharu UEFA AEK zremisowało z Getafe CF 1:1. W sezonie 2007/2008 Blanco w Alpha Ethniki zaliczył 20 goli w 29 spotkaniach i został królem strzelców rozgrywek. 28 kwietnia działacze AEK Ateny postanowili wykupić Blanco z CA Colón. Sezon 2008/09 Argentyńczyk rozpoczął strzelając zwycięską bramkę w derbowym meczu pierwszej kolejki z Panathinaikos AO. Łącznie w 30 meczach zdobył 14 goli i wspólnie z Luciano Gallettim został królem strzelców ligi.
Latem 2011 roku Blanco jako wolny zawodnik podpisał kontrakt z meksykańskim klubem San Luis FC, gdzie w 15 występach zdobył 2 gole. W lutym 2012 roku porozumiał się w sprawie transferu z Legią Warszawa. Warunkiem zmiany barw klubowych było rozwiązanie przez Argentyńczyka umowy z San Luis FC. na co jednak nie zgadzał się meksykański klub. 22 lutego 2012 oficjalna strona internetowa San Luis podała, że klub rozwiązał za porozumieniem stron kontrakt z Argentyńczykiem, aby ten bez przeszkód mógł przenieść się do Warszawy. Dwa dni później piłkarz pomyślnie przeszedł testy medyczne i związał się z Legią półroczną umową, z opcją przedłużenia o kolejny sezon. Blanco dostał koszulkę z numerem 22. W sezonie 2011/12 zdobył z Legią Puchar Polski.

## Życie prywatne
Jest bratem Sebastiána Blanco.

## Sukcesy

### Zespołowe
AEK Ateny
- Puchar Grecji: 2010/11

Legia Warszawa
- Puchar Polski: 2011/12

CA Lanús
- Copa Sudamericana: 2013

### Indywidualne
- król strzelców Primera B Nacional: Apertura 2006, Clasura 2007
- król strzelców Superleague Ellada: 2007/08, 2008/09